# 圣瑞瓦
圣瑞瓦（法語：Saint-Juvat，法語發音：[sɛ̃ ʒyva]）是法国阿摩尔滨海省的一个市镇，位于该省东部，属于迪南区。

## 地理
圣瑞瓦（48°21'12"N, 2°2'38"W）面积17.41 平方千米，位于法国布列塔尼大區阿摩尔滨海省，该省份为法国西北部沿海省份，位于布列塔尼半岛北部，北濒大西洋英吉利海峡，西接菲尼斯泰尔省，南至莫尔比昂省，东临伊勒-维莱讷省。
与圣瑞瓦接壤的市镇（或旧市镇、城区）包括：卡洛尔冈、普吕莫当、勒基乌、圣安德烈德索、圣马当、特雷菲梅勒、特雷夫龙。

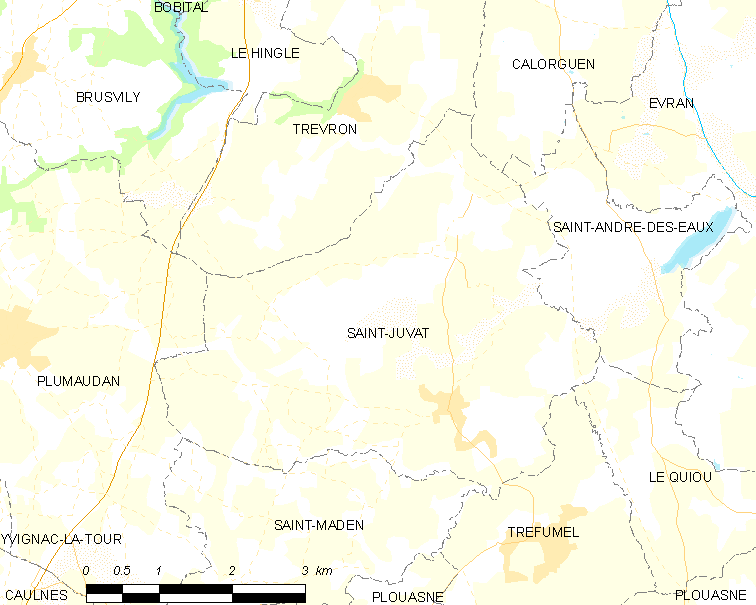
圣瑞瓦的OSM定位图

圣瑞瓦的时区为UTC+01:00、UTC+02:00（夏令时）。

## 行政
圣瑞瓦的邮政编码为22630，INSEE市镇编码为22308。

## 政治
圣瑞瓦所属的省级选区为朗瓦莱县。

## 人口

1962-2008年间圣瑞瓦人口变化图示

圣瑞瓦于2022年1月1日时的人口数量为649人。